# Дядчук, Александр Сергеевич
Алекса́ндр Сергеевич Дядчу́к (род. 5 февраля 1983) — казахстанский каноист, мастер спорта международного класса.

## Биография
На Олимпиаде-2008 в Пекине в паре с Кайсаром Нурмагамбетовым был 13-м в гонке на байдарке-двойках на 500 м.
На Олимпиаде-2012 в Лондоне будет выступать на байдарке-одиночке на дистанциях 200 м и 1000 м. На дистанции 1000 м оказался 16-м.
На чемпионате Азии в 2007 в паре с Кайсаром Нурмагамбетовым был 1-м на двойке на 200 м.
На чемпионате Азии в 2011 был вторым в гонке на 200 м на одиночке.
В Дохе на Азиаде-2006 в паре с Кайсаром Нурмагамбетовым был 1-м на двойке на 500 м.
В Гуанчжоу на Азиаде-2010 был вторым в гонке одиночек на 200 м.
Является военнослужащим Внутренних Войск МВД РК, старший инструктор по физической подготовке и спорту, сержант.